# كأس العالم للكريكت للسيدات
كأس العالم كريكيت للنساء (بالإنجليزية: Women's Cricket World Cup) ، هي بطولة نسائية لرياضة الكريكيت، بدأت البطولة الرسمية عام 1973م، وتقام البطولة كل 4 أو 5 سنوات.

## وصلات خارجية
- Women's World Cup match records from the المجلس الدولي للكريكيت
- Cricinfo Women
- ICC Women's Cricket World Cup 2008–09 نسخة محفوظة 8 مارس 2009 على موقع واي باك مشين.
- Winning Squads